# Шомыртлы
Шомыртлы (баш. Шомортло) — деревня в Бижбулякском районе Башкортостана, относится к Сухореченскому сельсовету.
С 2005 современный статус.

## История
Статус деревня поселение приобрело согласно Закону Республики Башкортостан от 20 июля 2005 года N 211-з «О внесении изменений в административно-территориальное устройство Республики Башкортостан в связи с образованием, объединением, упразднением и изменением статуса населённых пунктов, переносом административных центров», ст.1

8. Отнести следующие поселения к категории сельских населённых пунктов, установив тип поселения — деревня:
2) в Бижбулякском районе:

поселение разъезд Шомыртлы Сухореченского сельсовета

## Население
| 2002 | 2009 | 2010 |
| ---- | ---- | ---- |
| 10   | ↘3   | →3   |

Согласно переписи 2002 года, преобладающая национальность — башкиры (100 %).

## Географическое положение
Расстояние до:
- районного центра (Бижбуляк): 57 км,
- ближайшей ж/д станции (Приютово): 41 км.